# ویلیامسون (جورجیا)
ویلیامسون (به انگلیسی: Williamson) یک منطقهٔ مسکونی در ایالات متحده آمریکا است که در شهرستان پایک، جورجیا واقع شده‌است. ویلیامسون ۳٫۴۰ کیلومتر مربع مساحت و ۳۵۲ نفر جمعیت دارد و ۲۸۱ متر بالاتر از سطح دریا واقع شده‌است.